# Манжетная лента «Курляндия»
Манжетная лента «Курляндия» (нем. Ärmelband “Kurland”) — нарукавная нашивка, введённая Адольфом Гитлером 12 марта 1945 года специально для солдат группы армий «Курляндия», попавших в Курляндский котёл. Последняя награда, учреждённая в нацистской Германии.

## История награды
25 января 1945 года отступившая в Курляндию группа армий «Север» была переименована в группу армий «Курляндия». Данная группировка держала оборону в Курляндском котле до мая 1945 года.
Награда была утверждена 12 марта 1945 года Адольфом Гитлером по рекомендации командующего группой армий Карла Хильперта. Выдача лент началась в конце апреля.
Для её получения военнослужащему необходимо было в период с 1 сентября 1944 по 8 мая 1945 года прослужить в составе группы армий «Курляндия» минимум три месяца или участвовать не менее чем в трёх боестолкновениях. В случае получения ранения награда могла быть вручена без выполнения этих критериев.
В число соответствующих критериям входили также военнослужащие, служившие в тыловых частях, в том числе в организации Тодта, при условии, что их служба проходила в котле на протяжении не менее трех месяцев.

## Описание
Согласно уставу награда представляла собой тканевую ленту серебристо-серого цвета шириной 40 мм с декоративной чёрной каймой, вышитой чёрной хлопчатобумажной нитью со словом «KURLAND» («Курляндия») между двумя щитами. На левом щите был крест, оканчивающийся геральдической лилией — герб Великого магистра Тевтонского ордена, а на правом — голова лося — герб Митавы, столицы Курляндии. Из-за трудностей с доставкой припасов в котёл, награда изготавливалась на месте, сначала на местном оборудовании. По воспоминаниям советских офицеров, данная нашивка изготавливалась на местной мельнице силами латышских женщин. Всё это приводило к изменениям в изначальном дизайне ленты. Также существовали и печатные версии.
Повязка носилась на нижней части левого рукава формы. Если манжетных лент за участие в операциях было две и более, самая ранняя из них помещалась над более поздними, хотя это правило не всегда соблюдалось.
После войны ношение наград нацистской Германии было запрещено до 1957 года, когда были учреждены их денацифицированные версии. Данная же награда, ввиду отсутствия нацистской символики, была свободна к ношению. Тем не менее, члены бундесвера, прошедшие ветеранскую квалификацию, могли получить новую версию награды в виде планки с уменьшенной версией ленты.